# Euderces waltli
Euderces waltli är en skalbaggsart som först beskrevs av Louis Alexandre Auguste Chevrolat 1862.  Euderces waltli ingår i släktet Euderces och familjen långhorningar. Inga underarter finns listade i Catalogue of Life.